# Форма бухгалтерського обліку
Фо́рма Бухга́лтерського о́бліку — це певна інформаційна система, що забезпечує в строго встановленій послідовності та взаємозв'язку суміщення хронологічних і систематичних записів, синтетичного та аналітичного обліку для цілей поточного контролю фактів господарського життя і складання звітності. Інформаційна система залежить від відповідної схеми документообігу, структурного складу підрозділів підприємства й інтенсивність потоків інформації.

## Основні елементи, що визначають форму бухгалтерського обліку
Основними елементами, що визначають форму бухгалтерського обліку, є:
- Кількість і побудова використовуваних облікових регістрів;
- Способи виробництва записів в облікові регістри;
- Взаємозв'язок між регістрами при виробництві та звірці облікових записів.

## Форми бухгалтерського обліку
Форми бухгалтерського обліку розрізняються:
- За кількістю і побудові облікових регістрів (книги, картки, відомості);
- Взаємозв'язку хронологічної та систематичної реєстрації;
- Поєднанню синтетичного та аналітичного обліку;
- Техніці записів (ручна, механізована, автоматизована).

Форму ведення бухгалтерського обліку організація обирає самостійно і закріплює в наказі про облікову політику з метою бухгалтерського обліку. В даний час застосовуються наступні форми бухгалтерського обліку: меморіально-ордерна, Журнал-Головна, журнально-ордерна, автоматизована і проста.

## Автоматизована форма бухгалтерського обліку
Автоматизована форма обліку передбачає використання комп'ютерної програми для ведення бухгалтерського обліку. Організація може сама розробити або придбати ліцензійну програму. Вибір програми залежить від величини організації, числа фактів господарського життя, потреб в роздільному обліку.
Єдність інформаційної бази і повністю автоматизований технологічний процес забезпечуються за рахунок одноразового введення інформації. Використання відповідної програми в процесі обробки зазначених даних дозволяє отримати інформацію, що відповідає запитам різних користувачів. Інтеграція обробки даних первинного обліку і адаптованість програмного забезпечення до завдань користувачів досягається застосуванням різних комп'ютерних програм.